# Secrets of the Silent Witch
Secrets of the Silent Witch (jap. サイレント・ウィッチ 沈黙の魔女の隠しごと Sairento Witchi: Chinmoku no majo no kakushigoto) – seria light novel napisana przez Matsuri Isora i zilustrowana przez Nannę Fujimi. Początkowo był publikowany w serwisie Shōsetsuka ni narō od lutego do października 2020. Później została nabyta przez wydawnictwo Fujimi Shobō, które zaczęło publikować ją pod swoim imprintem Kadokawa Books w czerwcu 2021. Na jej podstawie powstała manga zilustrowana przez Tobi Tanę, która ukazuje się w magazynie „B’s Log Comic” wydawnictwa Enterbrain od lipca 2021. Adaptacja anime, za produkcję której odpowiada Studio Gokumi, jest emitowana od lipca 2025.

## Fabuła
Monica Everett jest genialnym magiem i jedyną osobą na świecie zdolną do rzucania zaklęć bez inkantacji. W wieku zaledwie piętnastu lat została najmłodszym członkiem grona Siedmiu Magów – najwybitniejszych magów Królestwa Lidil. Jej niezwykłe osiągnięcia są jednak wynikiem nie tylko talentu, lecz także głębokiej nerwicy lękowej, która skłoniła ją do lat wytężonej pracy, by uniknąć wystąpień publicznych. W trakcie misji dba o zachowanie anonimowości, przez co zyskała przydomek „Cicha Wiedźma”. Spokój jej życia zostaje jednak zakłócony, gdy inny członek Siedmiu Magów, Louis Miller, przekonuje ją do podjęcia nauki w Akademii Serendia, by w tajemnicy chroniła drugiego księcia królestwa, Felixa.

## Bohaterowie
- Monica Everett (jap. モニカ・エヴァレット Monika Evaretto)

Seiyū: Saya Aizawa 
- Nero (jap. ネロ)

Seiyū: Hitomi Nabatame (kot), Shun’ichi Toki (człowiek) 
- Louis Miller (jap. ルイス・ミラー Ruisu Mirā)

Seiyū: Jun’ichi Suwabe 
- Isabelle Norton (jap. イザベル・ノートン Izaberu Nōton)

Seiyū: Atsumi Tanezaki 
- Felix Arc Ridill (jap. フェリクス・アーク・リディル Ferikusu Āku Ridiru)

Seiyū: Shōgo Sakata 
- Lana Colette (jap. ラナ・コレット Rana Koretto)

Seiyū: Kanna Nakamura 
- Cyril Ashley (jap. シリル・アシュリー Shiriru Ashurī)

Seiyū: Yoshiki Nakajima 
- Elliott Howard (jap. エリオット・ハワード Eriotto Hawādo)

Seiyū: Ryōhei Kimura 
- Neil Clay Maywood (jap. ニール・クレイ・メイウッド Nīru Kurei Meiuddo)

Seiyū: Yūki Sakakihara 
- Bridget Greyham (jap. ブリジット・グレイアム Burijitto Gureiamu)

Seiyū: Yōko Hikasa 
- Rynzbelfeid (jap. リィンズベルフィード Rīnzberufīdo)

Seiyū: M.A.O 
- Casey Grove (jap. ケイシー・グローヴ Keishī Gurōvu)

Seiyū: Hina Suguta 
- Claudia (jap. クローディア Kurōdia)

Seiyū: Ai Kayano 

## Light novel
Seria początkowo była publikowana jako powieść internetowa w serwisie Shōsetsuka ni narō od 20 lutego do 3 października 2020. Później została nabyta przez wydawnictwo Fujimi Shobō, które 10 czerwca 2021 rozpoczęło wydawanie serii z ilustracjami Nany Fujimi pod imprintem Kadokawa Books. Według stanu na 10 lipca 2025, do tej pory wydano 10 tomów oraz dwa zbiory opowiadań.
| Nr  | Data wydania (język japoński) | ISBN (język japoński)  |
| --- | ----------------------------- | ---------------------- |
| 1   | 10 czerwca 2021               | ISBN 978-4-04-074035-5 |
| 2   | 8 października 2021           | ISBN 978-4-04-074224-3 |
| 3   | 10 lutego 2022                | ISBN 978-4-04-074375-2 |
| 4   | 10 sierpnia 2022              | ISBN 978-4-04-074626-5 |
| 4,5 | 7 października 2022           | ISBN 978-4-04-074629-6 |
| 5   | 10 lutego 2023                | ISBN 978-4-04-074628-9 |
| 6   | 10 sierpnia 2023              | ISBN 978-4-04-075090-3 |
| 7   | 9 lutego 2024                 | ISBN 978-4-04-075093-4 |
| 8   | 9 sierpnia 2024               | ISBN 978-4-04-075563-2 |
| 9   | 10 lutego 2025                | ISBN 978-4-04-075813-8 |
| 9,5 | 10 czerwca 2025               | ISBN 978-4-04-075854-1 |
| 10  | 10 lipca 2025                 | ISBN 978-4-04-075855-8 |

Od 8 grudnia 2023 do 10 kwietnia 2024 pod tym samym imprintem ukazywał się dwutomowy prequel serii, zatytułowany Silent Witch Another: Kekkai no majutsushi no nariagari.
| Nr | Data wydania (język japoński) | ISBN (język japoński)  |
| -- | ----------------------------- | ---------------------- |
| 1  | 8 grudnia 2023                | ISBN 978-4-04-075207-5 |
| 2  | 10 kwietnia 2024              | ISBN 978-4-04-075208-2 |

## Manga
Na bazie light novel powstała manga zilustrowana przez Tobi Tanę, która ukazuje się w magazynie „B’s Log Comic” wydawnictwa Enterbrain od 5 lipca 2021. Pierwszy tom tankōbon został wydany 1 kwietnia 2022. Według stanu na 31 stycznia 2025, do tej pory opublikowano 5 tomów.
Manga na podstawie prequela serii, Silent Witch Another: Kekkai no majutsushi no nariagari, zilustrowana przez Azu Azuko, jest publikowana w serwisie KadoComi wydawnictwa Kadokawa Corporation od 9 stycznia 2025.
| Nr | Data wydania (język japoński) | ISBN (język japoński)  |
| -- | ----------------------------- | ---------------------- |
| 1  | 1 kwietnia 2022               | ISBN 978-4-04-736981-8 |
| 2  | 1 grudnia 2022                | ISBN 978-4-04-737274-0 |
| 3  | 1 sierpnia 2023               | ISBN 978-4-04-737540-6 |
| 4  | 31 maja 2024                  | ISBN 978-4-04-738003-5 |
| 5  | 31 stycznia 2025              | ISBN 978-4-04-738326-5 |
| 6  | 1 września 2025               | ISBN 978-4-04-738581-8 |

## Anime
Adaptacja anime została ogłoszona podczas wydarzenia Aniplex × Kadokawa Anime Matsuri w dniu 2 sierpnia 2024. Później potwierdzono, że będzie to serial telewizyjny wyprodukowany przez Studio Gokumi i wyreżyserowany przez Yasuo Iwamoto, wraz z Takaomim Kanasakim jako głównym reżyserem i scenarzystą. Cona Nitanda zaprojektowała postacie, a muzykę skomponowali Cygames i Rina Tayama. Premiera odbyła się 5 lipca 2025 na kanale Tokyo MX i innych stacjach telewizyjnych. Motywem otwierającym jest „Feel”, a kończącym „mild days” – oba w wykonaniu zespołu Hitsujibungaku. Licencję na dystrybucję serii nabył Crunchyroll.